# Raión de Kirílov
El raión de Kirílov (ruso: Кири́лловский райо́н) es un distrito administrativo y municipal (raión) ruso perteneciente a la óblast de Vólogda. Se ubica en el centro-noroeste de la óblast. Su capital es Kirílov.
En 2023, el raión tenía una población de 14 088 habitantes. El raión limita al norte con la óblast de Arcángel, y se extiende de forma alargada casi hasta el sur de la óblast de Vólogda, abarcando el espacio entre las costas de los lagos Kúbenskoye, Vozhe y Béloye y del embalse de Sheksná. En mitad de todo este paisaje lacustre, el raión alberga el parque nacional Norte Ruso y el monasterio de Ferapóntov.

## Subdivisiones
Comprende la ciudad de Kirílov (la capital) y 470 localidades rurales. De estas últimas, 26 son pedanías del ayuntamiento urbano de la capital distrital y las restantes 444 se agrupan en los siguientes seis asentamientos rurales: Tálitsy, Alióshino (con sede en Shindalovo), "Lipovskoye" (con sede en Vógnema), Nikolski Torzhok, Ferapóntovo y Charózero.